# Гладишовский, Емельян Антонович
Емельян Антонович Гладишовский (укр. Гладишовський Омелян Антонович; 1843, Галиция — 25 июня 1916, Тарнополь, Цислейтания) — польский и австрийский врач, общественный деятель (москвофил). Доктор медицины. Награждён рыцарским крестом ордена Франца Иосифа (1908).

## Биография
Родился 1843 года (Королевство Галиции и Лодомерии, Австрийская империя.
Учился во Львовском и Венском (Австрия) университетах. С конца 1860-х — врач в г. Тернополе, со временем стал уездным врачом.
После устранения графа Казимежа Бадени с поста премьера австрийского кабинета министров его преемником стал приятель — граф Леон Пининский, который освободил место посла в Рейхсрате от крестьянской курии Тернопольской избирательной округа. Чтобы спасти ситуацию, крупные землевладельцы решили не выдвигать кандидатуры кого-то из представителей родов графов Грохольских, Пининских, Тышковских и других землевладельцев, а другую личность, которая бы в противовес Ивану Франко смогла бы остудить или преодолеть пыл рутенских масс. Этим правительственным контркандидатом стал москвофил, уездный врач д-р А. Гладишовский. В 1898 году он был избран послом в австрийский парламент (государственного совета) в округе Тернополя — Збараже. При этом набрал больше голосов, чем его соперник Иван Франко, хотя считался техническим кандидатом (Степан Новаковский называл его правительственным кандидатом). Есть утверждение, что ему помогали польские политические круги, которые не хотели видеть Франко в сейме. Яцко Остапчук в своих воспоминаниях утверждал, что на выборах победил Франко, однако после длительной паузы объявили, что с перевесом в 4 голоса стал послом врач Гладишовский, которого поддерживали как поляки, так и почти все духовники — греко-католики. Газета «Общественный голос» писала, что в октябре 1898 года во время рассмотрения в Тернопольском суде иска об избиении Иваном Франко крестьянина Михаила Подгайного, который оказался клеветником, последний одному из свидетелей сказал, что «должен был прокричать свое, ибо я получил от Гладишовского 20 зл.» (золотых гульденов).
Сын Антон был директором «Краевого союза кредитового» во Львове (1912—1923), в 1914 и 1919—1923 годах — председатель учительского общества «Родная школа».
Умер 25 июня 1916 года в г. Тернополь во время занятия города российскими войсками во время Первой мировой войны.